# 데이비드 웨스트 (농구 선수)

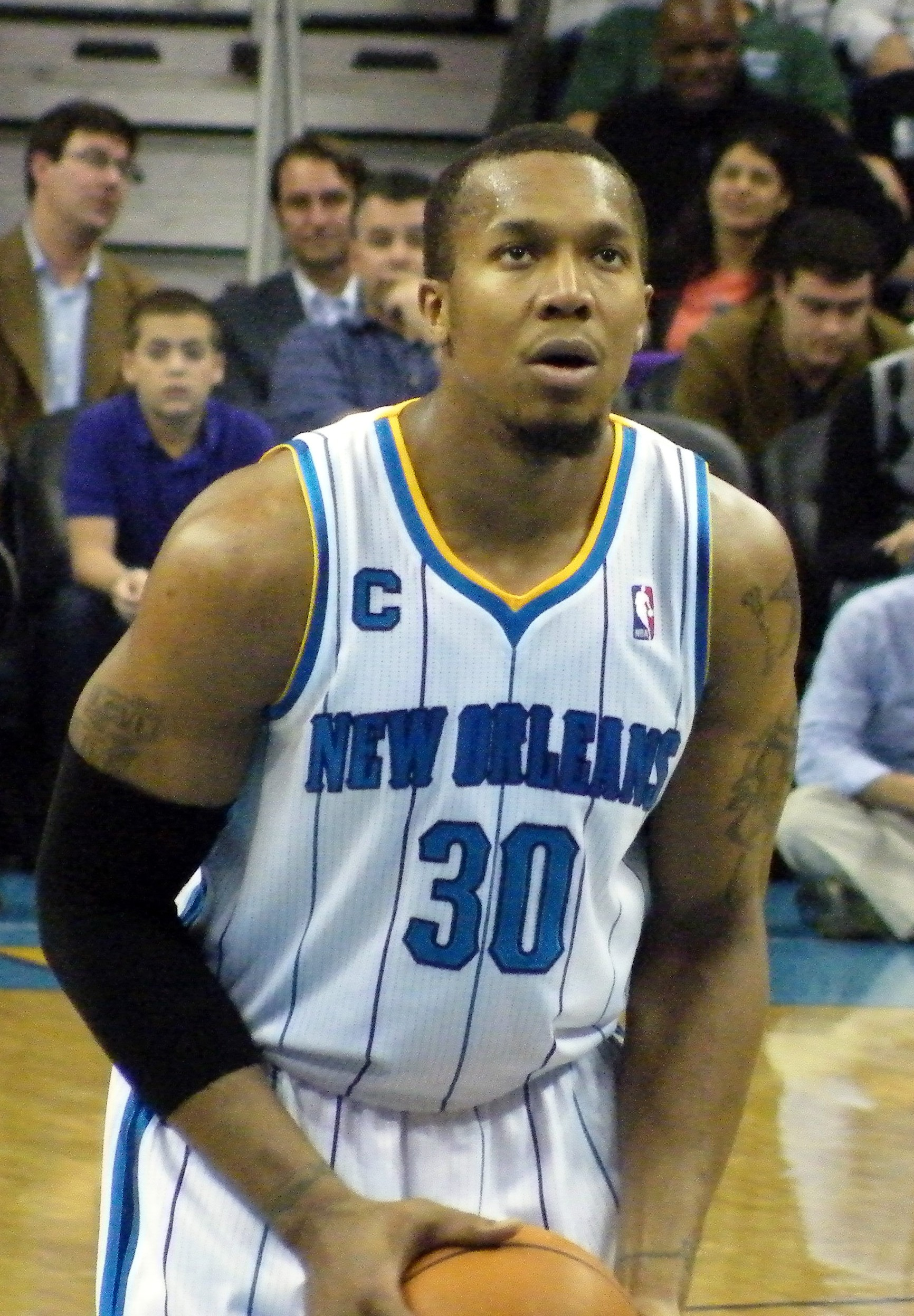

데이비드 웨스트(David West, 본명: 데이비드 무어 웨스트, David Moorer West, 1980년 8월 29일 ~ )는 뉴올리언스 호넷츠, 인디애나 페이서스, 샌안토니오 스퍼스, 골든스테이트 워리어스에서 NBA(전미 농구 협회)에서 15시즌을 뛰었던 미국의 전직 프로농구 선수이다. 자비에르 머스케티어스(Xavier Musketeers)에서 대학 농구를 했으며, 2003년에 AP (통신사)와 미국 농구 작가 협회(USBWA)로부터 올해의 전국 대학 선수상을 받았다. 웨스트는 NBA 올스타에 두 번이나 뽑혔다. 2008년, 2009년), 두 차례 NBA 챔피언(2017년, 2018년)을 기록했다.

## 프로 경력
- 뉴올리언스 호네츠(2003~2011)
- 인디애나 페이서스(2011~2015)
- 샌안토니오 스퍼스(2015~2016)
- 골든스테이트 워리어스(2016~2018)